# Micronotus quadriundulatus
Micronotus quadriundulatus är en insektsart som först beskrevs av Ludwig Redtenbacher 1892.  Micronotus quadriundulatus ingår i släktet Micronotus och familjen torngräshoppor. Inga underarter finns listade i Catalogue of Life.